# Camille Looten
Camille Looten (Noordpene, 16 oktober 1855 - Rijsel, 27 november 1941) was een Vlaamse priester en promotor van het Vlaamse cultuurgoed in Frans-Vlaanderen.

## Levensloop
Looten studeerde 1889 in Parijs af met een proefschrift over Joost van den Vondel. In zijn Étude sur Vondel ruimde Looten veel plaats in voor de 16e-eeuwse Robert Garnier, die volgens Looten van grote betekenis zou zijn geweest voor (de receptie van) Vondel. Gedurende de periode van december 1899 tot november 1941 bekleedde Camille Looten de positie van voorzitter van het Comité flamand de France. Hij was een belangrijk promotor van de Nederlandstalige Vlaamse cultuur in Frankrijk. Hij gaf onder meer werk van Michiel de Swaen opnieuw uit en publiceerde veel volkenkundige en historische artikelen over Frans-Vlaanderen. De instelling van een leerstoel Nederlandse taal aan de Katholieke Universiteit van Rijsel in 1907 is in grote mate aan de inzet van Looten te danken. Hij was aan die universiteit verbonden als hoogleraar Engels.